# Saint-Vincent-de-Pertignas

Saint-Vincent-de-Pertignas este o comună în departamentul Gironde din sud-vestul Franței. În 2009 avea o populație de 354 de locuitori.

## Evoluția populației
| An        | 1975 | 1982 | 1990 | 1999 | 2006 | 2009 |
| --------- | ---- | ---- | ---- | ---- | ---- | ---- |
| Populație | 382  | 396  | 377  | 369  | 330  | 354  |